# Leichtathletik-Weltmeisterschaften 1993/Hochsprung der Frauen

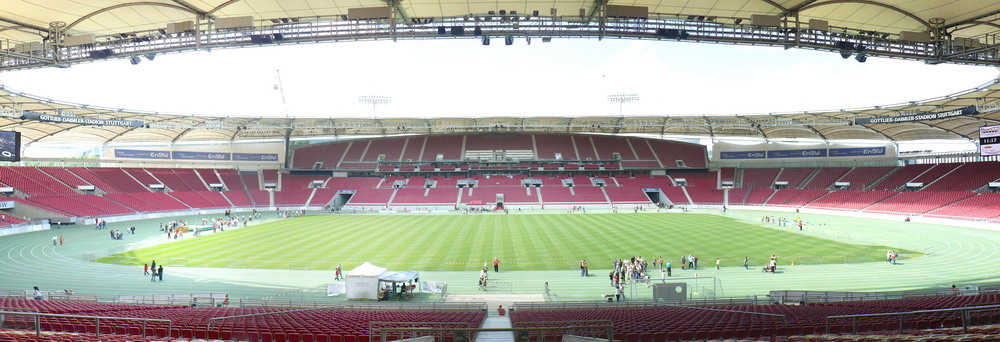
Das Stuttgarter Gottlieb-Daimler-Stadion im Jahr 2007

Der Hochsprung der Frauen bei den Leichtathletik-Weltmeisterschaften 1993 wurde am 19. und 21. August 1993 im Stuttgarter Gottlieb-Daimler-Stadion ausgetragen.
In diesem Wettbewerb errangen die kubanischen Hochspringerinnen einen Doppelsieg. Weltmeisterin wurde die Olympiadritte von 1992 Ioamnet Quintero. Sie gewann vor Silvia Costa, die bei den Panamerikanischen Spielen (1983/1987) zweimal Silber gewonnen hatte. Bronze ging an die Österreicherin Sigrid Kirchmann.

## Bestehende Rekorde
| Weltrekord               | 2,09 m | Stefka Kostadinowa | WM in Rom, Italien | 30. August 1987 |
| Weltmeisterschaftsrekord | 2,09 m | Stefka Kostadinowa | WM in Rom, Italien | 30. August 1987 |

Der bestehende WM-Rekord wurde bei diesen Weltmeisterschaften nicht eingestellt und nicht verbessert.

## Qualifikation
19. August 1993, 10:20 Uhr
37 Teilnehmerinnen traten in zwei Gruppen zur Qualifikationsrunde an. Die Qualifikationshöhe für den direkten Finaleinzug betrug 1,93 m. Nachdem zehn Athletinnen diese Marke übersprungen hatten, musste keine weitere Sportlerin diese Höhe mehr angehen. Das Finalfeld wurde mit den nächstplatzierten Sportlerinnen auf zunächst zwölf Springerinnen aufgefüllt. Allerdings lagen vier Athletinnen auf Rang elf auch nach Anwendung der Fehlversuchsregel gleichauf, sodass nicht zwei, sondern vier Teilnehmerinnen mit übersprungenen 1,90 m (hellblau unterlegt) zusätzlich zu den direkt qualifizierten Springerinnen das Finale am übernächsten Tag erreichten (hellgrün unterlegt).

### Gruppe A
| Platz | Name                 | Nation         | Resultat (m) |
| 1     | Hanne Haugland       | Norwegen       | 1,93         |
| 1     | Jelena Rodina        | Russland       | 1,93         |
| 3     | Silvia Costa         | Kuba           | 1,93         |
| 4     | Sigrid Kirchmann     | Österreich     | 1,90         |
| 4     | Britta Bilač         | Slowenien      | 1,90         |
| 6     | Stefka Kostadinowa   | Bulgarien      | 1,90         |
| 6     | Tazzjana Scheutschyk | Belarus        | 1,90         |
| 8     | Heike Balck          | Deutschland    | 1,87         |
| 9     | Sue Ellen Rembao     | USA            | 1,87         |
| 10    | Andrea Baumert       | Deutschland    | 1,87         |
| 11    | Thordis Gisladóttir  | Island         | 1,84         |
| 12    | Sabrina De Leeuw     | Belgien        | 1,84         |
| 13    | Krisztina Solti      | Ungarn         | 1,84         |
| 14    | Niki Bakogianni      | Griechenland   | 1,84         |
| 15    | Joanne Jennings      | Großbritannien | 1,80         |
| 15    | Charmaine Weavers    | Südafrika      | 1,80         |
| 17    | Šárka Nováková       | Tschechien     | 1,80         |
| 18    | Sharon Foley         | Irland         | 1,75         |
| NM    | Ina Gliznuța         | Moldau         | ogV          |

### Gruppe B
| Platz | Name                   | Nation         | Resultat (m) |
| 1     | Galina Astafei         | Rumänien       | 1,93         |
| 1     | Ioamnet Quintero       | Kuba           | 1,93         |
| 1     | Jelena Toptschina      | Russland       | 1,93         |
| 4     | Swetlana Salewskaja    | Kasachstan     | 1,93         |
| 5     | Valentina Gotovska     | Lettland       | 1,93         |
| 5     | Antonella Bevilacqua   | Italien        | 1,93         |
| 7     | Tanya Hughes           | USA            | 1,93         |
| 8     | Katarzyna Majchrzak    | Polen          | 1,90         |
| 9     | Heike Henkel           | Deutschland    | 1,90         |
| 10    | Nelė Žilinskienė       | Litauen        | 1,90         |
| 11    | Orlane dos Santos      | Brasilien      | 1,87         |
| 11    | Connie Teaberry        | USA            | 1,87         |
| 13    | Olga Bolșova           | Moldau         | 1,87         |
| 14    | Judit Kovács           | Ungarn         | 1,84         |
| 14    | Lucienne N’Da          | Elfenbeinküste | 1,84         |
| 16    | Dessislawa Alexandrowa | Bulgarien      | 1,80         |
| 17    | Megumi Satô            | Japan          | 1,75         |
| 18    | Orla Venter            | Namibia        | 1,75         |
| DNS   | Debbie Marti           | Großbritannien |              |

## Legende
Kurze Übersicht zur Bedeutung der Symbolik – so üblicherweise auch in sonstigen Veröffentlichungen verwendet:
| – | verzichtet   |
| o | übersprungen |
| x | ungültig     |

## Finale
21. August 1993, 16:40 Uhr
| Platz | Name                 | Nation      | Resultat (m) | 1,80 m                                  | 1,85 m                                  | 1,88 m                                  | 1,91 m                                  | 1,94 m                                  | 1,97 m                                  | 1,99 m                                  | 2,01 m                                  | 2,05 m                                  |
| 1     | Ioamnet Quintero     | Kuba        | 1,99         | –                                       | o                                       | –                                       | o                                       | o                                       | xxo                                     | xo                                      | –                                       | xxx                                     |
| 2     | Silvia Costa         | Kuba        | 1,97         | –                                       | o                                       | –                                       | o                                       | o                                       | o                                       | xx–                                     | x                                       |                                         |
| 3     | Sigrid Kirchmann     | Österreich  | 1,97         | –                                       | o                                       | o                                       | o                                       | o                                       | xo                                      | xx–                                     | x                                       |                                         |
| 4     | Galina Astafei       | Rumänien    | 1,94         | –                                       | o                                       | o                                       | o                                       | o                                       | xxx                                     |                                         |                                         |                                         |
| 4     | Jelena Rodina        | Russland    | 1,94         | –                                       | o                                       | o                                       | o                                       | o                                       | xxx                                     |                                         |                                         |                                         |
| 6     | Antonella Bevilacqua | Italien     | 1,94         | –                                       | o                                       | o                                       | o                                       | xxo                                     | xxx                                     |                                         |                                         |                                         |
| 7     | Tanya Hughes         | USA         | 1,91         | o                                       | o                                       | o                                       | o                                       | xxx                                     |                                         |                                         |                                         |                                         |
| 8     | Valentina Gotovska   | Lettland    | 1,91         | o                                       | xxo                                     | xo                                      | o                                       | xxx                                     |                                         |                                         |                                         |                                         |
| 9     | Katarzyna Majchrzak  | Polen       | 1,88         | Ablauf in den Quellen nicht aufgelistet | Ablauf in den Quellen nicht aufgelistet | Ablauf in den Quellen nicht aufgelistet | Ablauf in den Quellen nicht aufgelistet | Ablauf in den Quellen nicht aufgelistet | Ablauf in den Quellen nicht aufgelistet | Ablauf in den Quellen nicht aufgelistet | Ablauf in den Quellen nicht aufgelistet | Ablauf in den Quellen nicht aufgelistet |
| 9     | Hanne Haugland       | Norwegen    | 1,88         | Ablauf in den Quellen nicht aufgelistet | Ablauf in den Quellen nicht aufgelistet | Ablauf in den Quellen nicht aufgelistet | Ablauf in den Quellen nicht aufgelistet | Ablauf in den Quellen nicht aufgelistet | Ablauf in den Quellen nicht aufgelistet | Ablauf in den Quellen nicht aufgelistet | Ablauf in den Quellen nicht aufgelistet | Ablauf in den Quellen nicht aufgelistet |
| 11    | Swetlana Salewskaja  | Kasachstan  | 1,88         | Ablauf in den Quellen nicht aufgelistet | Ablauf in den Quellen nicht aufgelistet | Ablauf in den Quellen nicht aufgelistet | Ablauf in den Quellen nicht aufgelistet | Ablauf in den Quellen nicht aufgelistet | Ablauf in den Quellen nicht aufgelistet | Ablauf in den Quellen nicht aufgelistet | Ablauf in den Quellen nicht aufgelistet | Ablauf in den Quellen nicht aufgelistet |
| 11    | Jelena Toptschina    | Russland    | 1,88         | Ablauf in den Quellen nicht aufgelistet | Ablauf in den Quellen nicht aufgelistet | Ablauf in den Quellen nicht aufgelistet | Ablauf in den Quellen nicht aufgelistet | Ablauf in den Quellen nicht aufgelistet | Ablauf in den Quellen nicht aufgelistet | Ablauf in den Quellen nicht aufgelistet | Ablauf in den Quellen nicht aufgelistet | Ablauf in den Quellen nicht aufgelistet |
| 11    | Britta Bilač         | Slowenien   | 1,88         | Ablauf in den Quellen nicht aufgelistet | Ablauf in den Quellen nicht aufgelistet | Ablauf in den Quellen nicht aufgelistet | Ablauf in den Quellen nicht aufgelistet | Ablauf in den Quellen nicht aufgelistet | Ablauf in den Quellen nicht aufgelistet | Ablauf in den Quellen nicht aufgelistet | Ablauf in den Quellen nicht aufgelistet | Ablauf in den Quellen nicht aufgelistet |
| DNS   | Heike Henkel         | Deutschland |              |                                         |                                         |                                         |                                         |                                         |                                         |                                         |                                         |                                         |

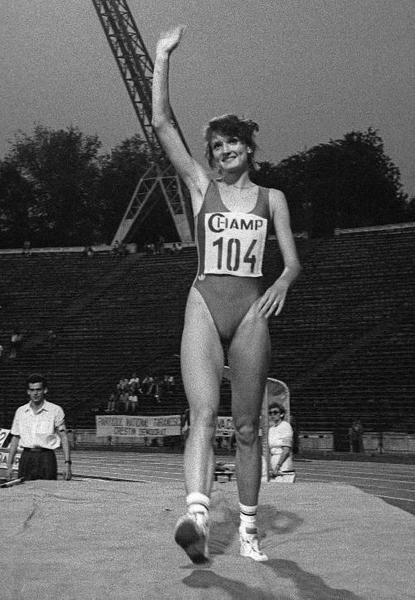
Galina Astafei, 1992 Olympiazweite, belegte Rang vier – sie startete hier noch für Rumänien, ab 1995 dann für Deutschland
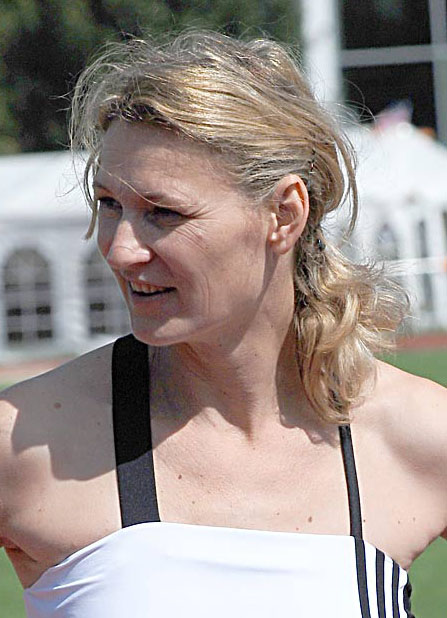
Die Titelverteidigerin, Olympiasiegerin 1992 und amtierende Europameisterin Heike Henkel musste im Finale auf einen Start verzichten

## Video
- World Championships in Athletics 1993 - High Jump Women, Video veröffentlicht am 26. September 2013 auf youtube.com, abgerufen am 20. Mai 2020